# (6460) Bassano
(6460) Bassano es un asteroide perteneciente al Cinturón de asteroides, región del sistema solar que se encuentra entre las órbitas de Marte y Júpiter.
Fue descubierto el 26 de octubre de 1992 por Ulisse Quadri y Luca Pietro Strabla desde el Observatorio Bassano Bresciano.

## Designación y nombre
Designado provisionalmente como 1992 UK6, fue llamado así por Bassano Bresciano, un antiguo pueblo en la provincia italiana de Brescia. Situada en la llanura de Padana, en la Alta Edad Media estuvo bajo dominio longobardo y franco. Posteriormente estuvo gobernada por Sforza y la República de Venecia. En el siglo XVI, los agrónomos brescianos Camillo Tarello y Agostino Gallo recuperaron esta zona pantanosa. Los monumentos más importantes son el palacio de Luzzago del siglo XVI y la villa de Brunelli del siglo XVII. En la iglesia hay un Vía Crucis atribuido a la escuela de Tiepolo.

## Características orbitales
Bassano está situado a una distancia media del Sol de 2,258 ua, pudiendo alejarse hasta 2,496 ua y acercarse hasta 2,020 ua. Su excentricidad es 0,105 y la inclinación orbital 3,226 grados. Emplea 1239,10 días en completar una órbita alrededor del Sol.

## Características físicas
La magnitud absoluta de Bassano es 13,81. Tiene 4,252 km de diámetro y su albedo se estima en 0,389.